# Ine Marie Eriksen Søreide
Ine Marie Eriksen Søreide (ur. 2 maja 1976 w Lørenskog) – norweska polityk i prawniczka, członek Stortingu, w latach 2013–2017 minister obrony, a od 2017 do 2021 minister spraw zagranicznych.

## Życiorys
Urodziła się 2 maja 1976 w Lørenskog. Uczęszczała do szkoły podstawowej w Sagdalen. W 1990 przeprowadziła się do Tromsø, gdzie podjęła naukę w gimnazjum, a następnie szkole średniej. W 1995 wstąpiła do Partii Konserwatywnej (Høyre). W 1997 została wybrana w okręgu Tromsø zastępczym reprezentantem w Stortingu. W 2001 po raz drugi objęła to stanowisko, tym razem startując w okręgu Oslo. W latach 2000–2004 pełniła funkcję przewodniczącej Młodych Konserwatystów (Unge Høyres Landsforbund), organizacji młodzieżowej swojego ugrupowania.
W 2005 po raz pierwszy została pełnoprawną deputowaną w Stortingu. W latach 2005–2009 pełniła funkcję przewodniczącej stałej komisji edukacji, badań i spraw kościelnych. W 2007 ukończyła studia prawnicze na Uniwersytecie w Tromsø. W latach 2009–2013, podczas swojej drugiej kadencji poselskiej była przewodniczącą stałej komisji spraw zagranicznych i obrony oraz przewodniczącą powiększonej komisji spraw zagranicznych. W okresie tym była także przewodniczącą norweskiego Komitetu Europejskiego (Europautvalget) oraz przewodniczącą norweskiej delegacji do Parlamentu Europejskiego. W 2009 została mianowana również norweskim delegatem do Zgromadzenia Ogólnego ONZ.
W 2013, 2017 i 2021 ponownie wchodziła do parlamentu. 16 października 2013 została mianowana przez króla Haralda V ministrem obrony w nowo utworzonym rządzie Erny Solberg. 20 października 2017 przeszła w tym samym gabinecie na urząd ministra spraw zagranicznych. Funkcję tę pełniła do października 2021.